# Fáskrúðsfjörðurs flygplats
Fáskrúðsfjörðurs flygplats är en flygplats i republiken Island. Den ligger i regionen Austurland, i den östra delen av landet. Den ligger 5 meter över havet. Landningsbanan är 695 meter.